# Istoria Lituaniei

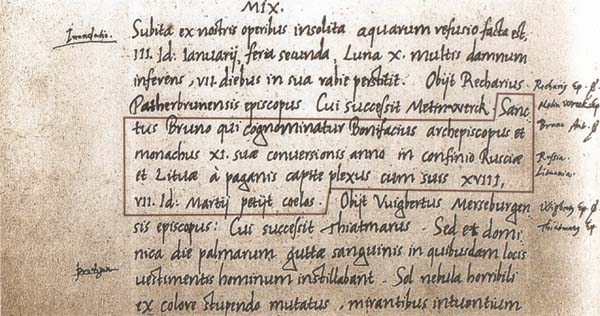
Prima atestare documentară a numelui "Lituania" (o cronică scrisă în latină în 1009)

Istoria Lituaniei se întinde pe mai multe mii de ani, însă prima dovadă istorică scrisă despre numele țării datează din 1009 î. Hr. În antichitate teritoriul Lituaniei a fost locuit de triburi proto-baltice. Aceștia le-au ținut piept vikingilor într-o serie de invazii începând din sec. V. Lituania a intrat în istoria europeană când pentru prima dată a fost menționată într-un manuscris medieval german, cronica Quedlinburg din 14 februarie 1009. 
Pământurile Lituaniei au fost unite de Mindaugas în 1236, încoronarea oficială a acestuia ca rege al Lituaniei având loc în 6 iulie 1253, marcând formarea primului stat lituanian unificat, Regatul Lituaniei. În perioada timpurie a lui Gediminas au fost ocupate teritorii care astăzi fac parte din Belarus, Ucraina, precum și părți din Polonia și Rusia. Astfel, istoria Lituaniei cunoaște o perioadă de apogeu în Evul Mediu, când Marele Ducat al Lituaniei se întindea de la Marea Baltică la Marea Neagră, fiind cel mai mare stat din Europa. În 1386, prin căsătoria regelui lituanian Jogaila cu prințesa Poloniei, Jadwiga, se formează imperiul Polonezo-Lituanian (Uniunea de la Krewo). În 1410, în bătălia de la Grunwald, lituanienii, aliați cu polonezii, îi înving pe cavalerii teutoni.
În urma Uniunii de la Lublin din 1569 se formează Uniunea statală polono-lituaniană. La sfârșitul secolului al XVI-lea Uniunea Polono-Lituaniană era unul din cele mai mari state din Europa. Din acea perioadă datează strânsele relații politice și culturale cu Transilvania, datorate faptului că șef al statului a fost regele Ștefan Báthory, anterior principe al Transilvaniei. Diploma de înființare a Universității din Cluj a fost emisă la Vilnius în data de 12 mai 1581. Primul rector al Universității din Cluj a fost Jakub Wujek, anterior rector al Universității din Vilnius. Uniunea a dăinuit până în 1765.
Prin împărțirile Poloniei de la sfârșitul secolului al XVIII-lea, când Uniunea Polono-Lituaniană este împărțită între Rusia, Prusia și Austria, Lituania dispare ca stat.
Spre sfârșitul secolului al XVIII-lea, peste 90% din teritoriul lituanian este ocupat de Imperiul Țarist.
În timpul Primului Război Mondial, țara este ocupată de Germania, dar după război devine liberă. Odată cu sfârșitul Primului Război Mondial, Lituania și-a recâștigat independența prin semnarea Declarației de Independență la 16 februarie 1918. 
Începând cu 1940, Lituania a fost ocupată în primul rând de către Uniunea Sovietică și apoi de Germania nazistă, care invadează Lituania în 1941, perioadă în care majoritatea cetățenilor evrei sunt uciși în ghetouri sau dispar în lagăre de concentrare. În 1944, când al doilea război mondial se apropia de sfârșit și germanii se retrăgeau, Uniunea Sovietică a reocupat Lituania, prin intermediul Armatei Roșii, care devine Republica Sovietică Socialistă Lituaniană. Pe data de 11 martie 1990, cu un an înainte de dizolvarea oficială a Uniunii Sovietice, Lituania devine prima  republică sovietică independentă.
Pe 11 martie 1990, Lituania devine prima republică sovietică independentă. Rusia îi recunoaște independența abia pe 6 septembrie 1991.
Pe 17 septembrie același an, țara intră în ONU, iar în 2004 devine membru UE și NATO.

## Perioada prestatală

Triburile baltice în secolul al XIII-lea

Primele populații, vânători nomazi și pescari, au ajuns în aceste locuri începând cu mileniul 15 î.Hr. fiind descoperite indicii din această perioadă în bazinul râului Pregel. Începând cu mileniul 9 î.Hr. populația cunoscută sub numele europenii vechi a locuit permanent aici, iar între anii 7000 și 2500 î.Hr. au apărut culturile locale Nemunas și Narva (Kunda). 
Indo-europenii au ajuns pe aceste meleaguri între 3000 și 2500 î.Hr. aducând cu ei așa-numita cultură a ceramicii cordate. În acest timp au început să apară balticii.

### Triburile baltice
Primii lituanieni făceau parte din triburile baltice, la care mai aparțineau și prusienii baltici și letonii.
Aceste triburi nu erau supuse Imperiului Roman, dar întrețineau strânse legături comerciale cu acesta.
Menționăm aici Drumul chihlimbarului, care unea nordul cu sudul Europei.
Dacă letonii au format stat abia în secolul al XX-lea, iar Prusia dispare ca națiune prin secolul al XVIII-lea, lituanienii formează o națiune care dăinuie de mai bine de un mileniu, prima atestare documentară a acestui stat fiind datată la 14 februarie 1009 în analele mănăstirii din Quedlinburg.
Astăzi, descendenții triburilor baltice sunt letonii și lituanienii, dar în trecut existau mai multe asemenea popoare ca: samogițienii, selonienii, curonienii, semigalienii, care au intrat în componența celor două, și altele ca: prusienii, sambienii, skalvienii și galindienii, care au dispărut.

### Unirea într-un singur stat
În secolul al XI-lea, lituanienii plăteau tribut Rusiei Kievene, dar în secolul următor, aceștia încep să atace și să jefuiască teritoriile învecinate.
Lupta pentru supremație dintre liderii militari lituanieni creează premisele înființării unor formațiuni prestatale care ulterior se vor uni în Marele Ducat al Lituaniei.

## Marele Ducat al Lituaniei

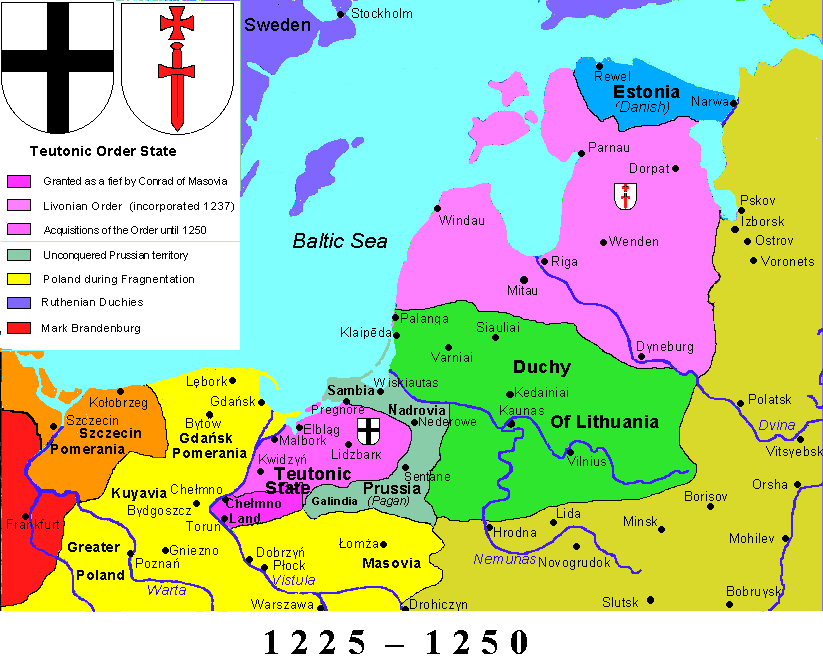
Marele Ducat al Lituaniei în anul 1250, cuprins între teritoriul Ordinului teutonic (la vest) și al celui livonian (la est)

### Lituania precreștină
La începutul secolului al XIII-lea, două ordine religioase germane, Cavalerii teutoni și Frăția Livoniană a Crucii aveau sunb stăpânire o mare parte din teritoriul celor trei state baltice de azi.
Sub conducerea lui Mindaugas, un număr redus de triburi baltice îi înving pe livonieni în bătălia de la Šiauliai din 1236.
În 1250, Mindaugas încheie o înțelegere cu Ordinul Teutonic, iar anul următor trece la creștinism, fiind botezat în prezența episcopului de Chełmno.
Pe 6 iulie 1253, Mindaugas este încoronat rege al Lituaniei și se proclamă "Regatul Lituaniei".
Ulterior, acesta este asasinat de nepotul său, Treniota, și urmează o perioadă de revenire la religia inițială.
În 1241, 1259 și 1275, regatul este jefuit prin mai multe atacuri ale Hoardei de Aur.
În 1316, Gediminas, cu sprijinul coloniștilor germani și al fratelui său, Vytenis, începe să-și consolideze puterea în teritoriu și apoi să extindă Lituania în pofida amenințărilor mongole.
Menținând politica de alianțe și cuceriri, lituanienii preiau tot mai mult din Rusia Kieveană și astfel vor deține un teritoriu care se întinde de la Marea Baltică până la Marea Neagră.
După asasinarea sa, Gediminas este succedat de fiul său, Algirdas, care duce o politică de oprimare a ordinelor călugărești, dar succesorul său, Jogaila, intră în relații cu Ordinul teutonic, încheind înțelegeri secrete cu acesta.
Unchiul său, Kęstutis, îl ia prionier și izbucnește un război civil, în urma căruia Kęstutis este capturat și condamnat la moarte, dar este salvat de fiul său, Vytautas cel Mare.

### Lituania creștină
În 1322 Vilnius devine capitala Marelui Ducat al Lituaniei.
În 1377, Regina Jadwiga a Poloniei este nevoită să se căsătorească cu Jogaila, care devenise mare duce al Lituaniei și care se botezase devenind Vladislav.
Unită cu Polonia, Lituania avea asigurată apărarea împotriva Germaniei (mai ales a cavalerilor teutoni din Prusia) și a Cnezatului Moscovei.
Pe 2 februarie 1386, Parlamentul polonez îl alege pe Valdislav ca rege al țării.
Astfel ia sfârșit a doua și ultima creștinare a Lituaniei.

### Renașterea lituaniană

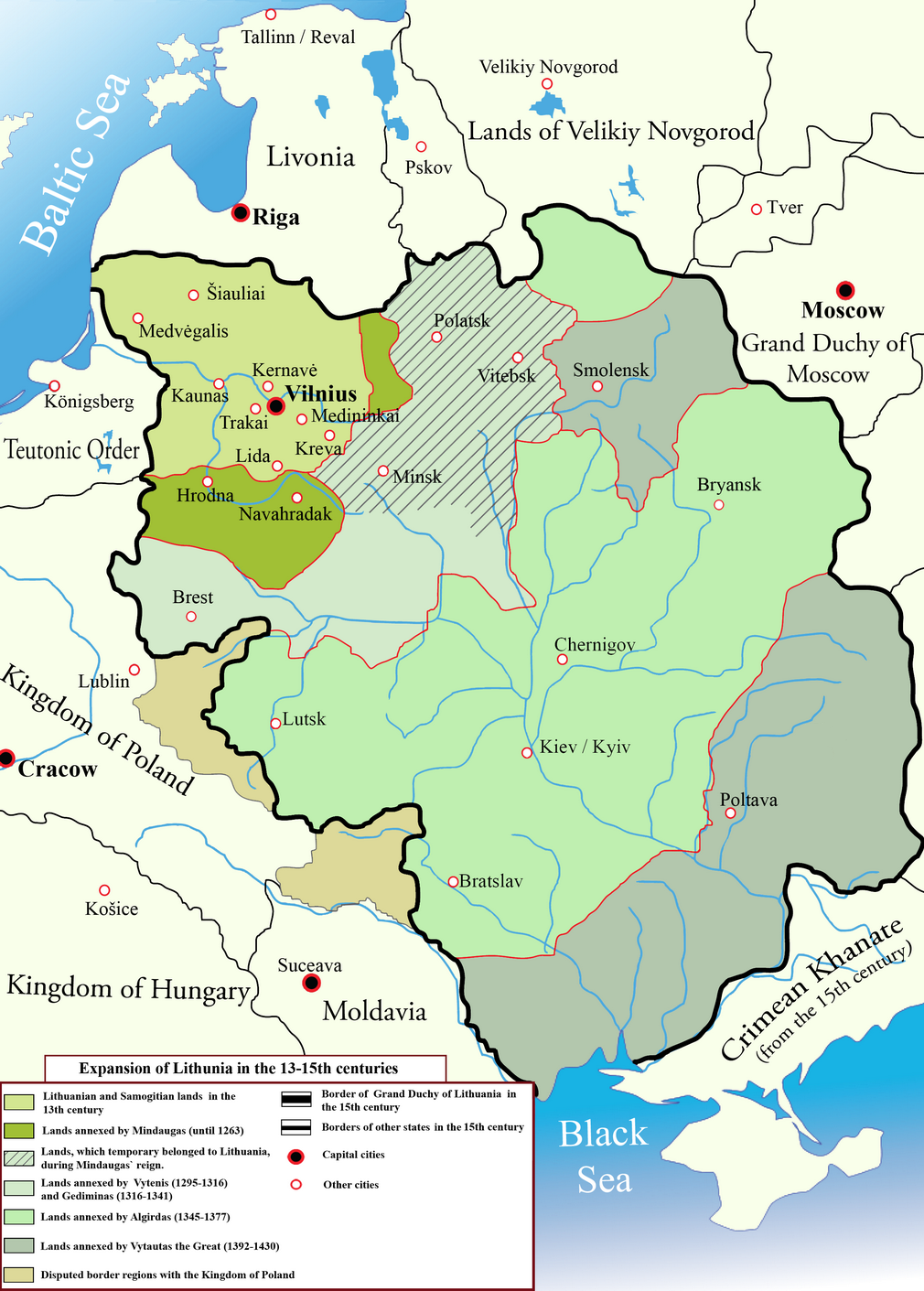
Marele Ducat al Lituaniei în secolul al XV-lea

În secolul al XVI-lea, tot mai mulți lituanieni studiază peste hotare în țări mai avansate.
Întorși în țară, aduc aceste idei, astfel că asistăm la o înflorire culturală a țării.
Astfel, în orașe sunt introduse elemente din arhitectura italiană, se dezvoltă literatura scrisă în limba latină.
Cu timpul, apar și primele cărți în lituaniană, fie tipărite, fie sub formă de manuscris.
Printre cărturarii care joacă un rol important în acea epocă, putem menționa: Abraomas Kulvietis, Stanislovas Rapalionis, Martynas Mažvydas and Mikalojus Daukša.

## Uniunea statală polono-lituaniană
Prin Uniunea de la Lublin din 1569 se formează Uniunea statală polono-lituaniană (poloneză: Rzeczpospolita Obojga Narodow, lituaniană: Abiejų Tautų Respublika).
În perioada care urmează (circa un secol și jumătate) se extinde influența limbii și culturii poloneze în între teritoriul.
Clasele sociale superioare încep să utilizeze tot mai mult limba poloneză care, în 1696, devine limbă oficială înlocuind-o pe cea lituaniană și pe cea ruteană.
Totuși, pentru aceste două secole, Marele Ducat al Lituaniei continuă să existe, să aibă o oarecare autonomie în cadrul uniunii statale, având legi separate, armată și trezorerie proprie.
Constituția din 3 mai 1791 adoptată de Seimul Poloniei încearcă să integreze Lituania și Polonia într-o uniune statală indivizibilă și aceasta printr-un document adițional, intitulat Zaręczenie Wzajemne Obojga Narodów (Garanție reciprocă între cele două națiuni).
Cu toate acestea, evenimentele care au avut loc la sfârșitul secolului al XVIII-lea, pe 17 februarie 1772, pe 2 ianuarie 1793 și pe 24 octombrie 1795, cunoscute sub numele de Împărțirile Poloniei, au împărțit de asemenea și Lituania între Rusia și Prusia astfel că timp de mai bine de un secol, aceasta încetează să mai existe ca entitate statală independentă.

## Perioada dominației Rusiei țariste (1795–1914)

### Dominația Rusiei
În urma înfăptuirii împărțirilor Poloniei și implicit a uniunii statale acelor două țări, Imperiul Rus preia controlul asupra celei mai mari părți din fosta Lituanie, inclusiv Vilnius, care acum devine Guvernoratul Vilna.
La începutul secolului al XIX-lea, apar semne că Lituania ar dori un tratament mai deosebit din partea conducerii imperiale, însă fără a reuși niciodată de a se bucura de vreun privilegiu.

### Invazia lui Napoleon
Invazia trupelor franceze din 1812 a fost considerat un act eliberator.
Speranța lituanienilor a fost spulberată la scurt timp după retragerea armatelor lui Napoleon, deoarece țarul Nicolae I intensifică rusificarea regiunii.
Partea de sud-vest a teritoriului lituanian care fusese anexată de Prusia în 1795 și apoi în efemerul Ducat de Varșovia în 1807, devine parte așa-numitului "Regat al Poloniei", administrat de ruși, iar restul Lituaniei rămânând în continuare provincie rusească.

### Emanciparea
În anii 1831 și 1863 au loc mișcări de insurgență în rândul populațiilor lituaniană și polonă.
Acestea s-au soldat cu eșec, drept consecință, în 1864, limba lituaniană și alfabetul latin sunt eliminate din învățământ.
Pentru a putea rezista rusificării, sunt tipărite cărți peste hotare în limba națională și aduse clandestin în țară.

### Renașterea națională
În contextul mișcării de renaștere națională, care începe să se resimtă, limba lituaniană devine în centrul atenției.
Se fac cercetări lingvistice în domeniu și se editează prima enciclopedie științifică în limba națională.
Guvernarea rusă este nevoită să accepte înființarea Academiei Lituaniene de Științe.
Cu toate acestea, clasele sociale superioare utilizau poloneza, lituaniana fiind utilizată mai pe larg, inclusiv în literatură, în Lituania Mică, o regiune aflată sub domiația Prusiei.
Redeșteptarea conștiinței naționale începe în rândul populației sărace ca apoi să se extindă în cadrul aristocrației.
Apar primele ziare în lituaniană, Aušra și Varpas, care glorifică Marele Ducat al Lituaniei și eroii istoriei naționale.
Apar primele organizații de opoziție față de guvernarea rusă.
Acțiunea represivă din partea autorităților nu întârzie să apară.
O primă consecință o constituie interzicerea presei lituaniene.
Mișcarea naționalistă lituaniană continuă să crească în amploare.
În timpul frământărilor revoluționare din Rusia anului 1905, un congres al reprezentanților Lituaniei, care a avut loc la Vilnius la 5 decembrie în acel an și s-a numit Marea Adunare de la Vilnius, solicită autonomia provincială a regiunii.
În același timp, regimul țarist, ca urmare a evenimentelor revoluționare, făcuse numeroase concesii în privința statelor baltice.
Acestea puteau de acum utiliza limba maternă în școli și în administrație.
În Lituania, alfabetul latin reia locul chirilic.
Cu toate acestea, rușii nu puteau accepta autonomia Lituaniei, drept dobândit de Estonia și Letonia, aflate sub administrație germană.
Sub conducerea lui Bismarck, politica externă a Germaniei se aliniase cu cea a Rusiei.
Ocuparea Lituaniei de către Germania la izbucnirea Primului Război Mondial deschide posibilitatea germanilor baltici să treacă de partea Germaniei, deci împotriva Rusiei țariste și a curentului naționalist lituanian.

## Independența Lituaniei  (1918 - 1940)

### Declarația de independență
În timpul Primului Război Mondial, Lituania este încorporată la Ober-Ost.
Pe măsură ce războiul progresa, devenea evidentă înfrângerea Germaniei și faptul că aceasta este nevoită să încheie pacea cu Rusia.
Astfel, Germania este nevoită să permită desfășurarea Conferinței de la Vilnius, unde, pe 18 - 22 septembrie 1917, s-a întrunit Consiliul Lituaniei.
La 16 februarie 1918 este adoptată Declarația de Independență a Lituaniei, prin care țara este proclamată independentă, pe principii democratice.
Cu toate acestea, germanii, care încă ocupau Lituania, nu au acceptat acest act, iar lituanienii, pentru a împiedica anexarea țării în Imperiul German, îl aleg pe Wilhelm de Württemberg-Urach, originar din Monaco, ca rege care devine Mindaugas al II-lea.
Acesta însă nu a reușit niciodată să își revendice tronul.

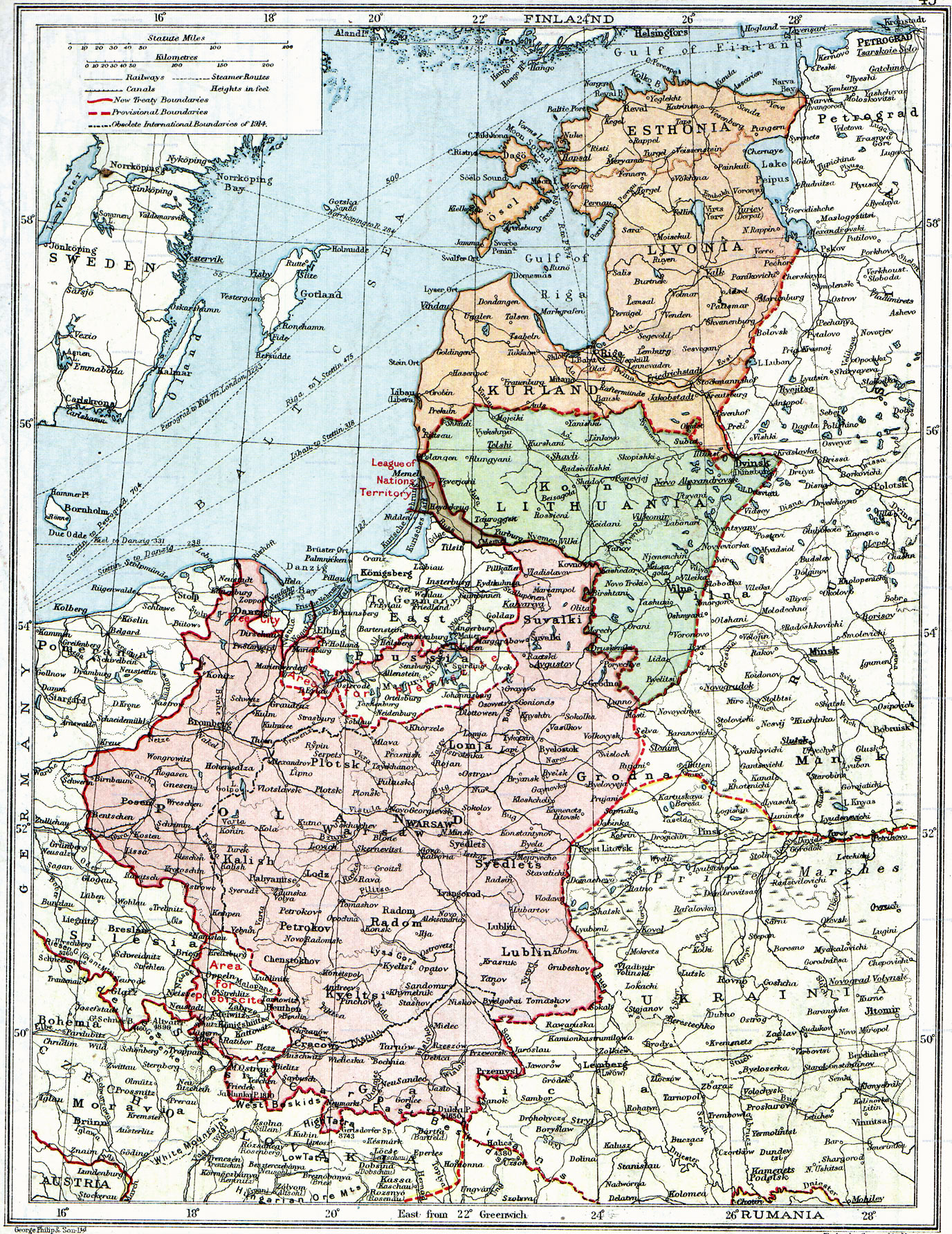
Lituania și Polonia după Tratatul de la Versailles și Tratatul de la Brest-Litovsk și înaintea Tratatului de la Riga

Germania pierde războiul și semnează, pe 11 noiembrie 1918, Armistițiul de la Compiègne.
Se formează primul guvern lituanian, condus de Augustinas Voldemaras, se adoptă o constituție provizorie și se înființează primele instituții administrative.
Armata germană se retrage de pe Frontul de Est, fiind înlocuită de trupele sovietice, care vor răspândi revoluția proletară.
Se creează o serie de state-marionetă, printre care și Republica Socialistă Sovietică Lituaniană.
La sfârșitul lui decembrie 1918, Armata Roșie ajunge la granițele Lituaniei și începe războiul Războiul Sovieto-Lituanian.
Pe 5 ianuarie 1919 Vilnius este capturat, iar, la sfârșitul lui ianuarie, două treimi din teritoriul lituanian este ocupat.
În februarie, sovieticii întâlnesc rezistența trupelor de voluntari germani și lituanieni, care reușesc să apare orașul Kaunas, capitala temporară a țării.
Republica Socialistă Sovietică Lituaniană a durat până la 27 februarie 1919, când, prin contopire cu teritoriul belarușilor (ocupat tot de sovietici), se formează Republica Socialistă Sovietică Lituaniano-Belarusă, stat dizolvat la rându-i pe 25 august 1919 fiind ocupat de armatele Antantei, Poloniei și Lituaniei și din care s-au format: A Doua Republică Poloneză și Republica Sovietică Socialistă Belarusă.
În aprilie izbucnește și Războiul Polono-Sovietic, prin care Polonia revendică porțiuni din Lituania, în special regiunea Vilnius.
În luna mai, armatele lituaniene, conduse de generalul Silvestras Žukauskas începe ofensiva împotriva sovieticilor, astfel că la sfârșitul lui august 1919 rușii sunt alungați din Lituania.
Deși armata sovietică a fost înfrântă, trupe paramilitare de voluntari ruși invadează nordul Lituaniei.
Aceștia au fost anihilați la sfârșitul anului 1919.
Fiind încheiată această primă etapă a războilui lituanian de independență, țara își putea concentra acum atenția asupra problemelor interne.

### Democratizarea țării
În aprilie 1920 se formează Adunarea Constituantă a Lituaniei, iar prima ei întrunire are loc în luna următoare.
În iunie este adoptată a treia constituție provizorie, iar în iulie se semnează tratatul de pace cu Rusia Sovietică, care recunoaște Lituania și acceptă pretențiile acesteia față de regiunea Vilnius.
Totuși tratatul intensifică ostilitățile dintre Polonia și Lituania, motiv pentru care, pe 7 octombrie 1920, se încheie Înțelegerea de la Suwałki.
Dar înainte ca acesta să intre în vigoare, generalul polonez Lucjan Żeligowski invadează Lituania, capturează Vilnius și instituie efemera Republică Centrală a Lituaniei.
Liga Națiunilor și președintele acesteia, belgianul Paul Hymans, încercând să medieze conflictul, propune crearea unei uniuni polono-lituaniene.
În urma unui referendum, Lituania Centală este încorporată la Polonia în martie 1922.
Dar disputa pentru regiunea Vilnius nu se încheie, menținându-se în întrega perioadă interbelică.
Lituania întrerupe orice relație cu Polonia și nu acceptă dominația acesteia asupra regiunii capitalei, care totuși avea o populație poloneză semnificativă.
Adunarea Constituantă se reîntrunește în octombrie 1920 și inițiază o serie de reforme, cum ar fi: obținerea recunoașterii internaționale a statului lituanian, intrarea în Liga Națiunilor, aprobarea unei reforme funciare, introducerea monedei naționale litas, adoptarea unei constituții în august 1922.
Astfel, Lituania devine stat democratic, cu parlament unicameral (Seimas), ales la fiecare trei ani.
Primul Seimas a fost ales în octombrie 1922, dar nu a putut forma un guvern deoarece nu a obținut un număr favorabil de voturi și a fost nevoit să demisioneze.
Singurul eveniment notabil din această perioadă a fost Revolta din Klaipėda din ianuarie 1923, prin care Lituania, profitând de criza din regiunea Ruhr, intră în posesia regiunii Klaipėda, teritoriu detașat din Prusia Răsăriteană prin Tratatul de la Versailles (28 iunie 1919) și plasat sub administrație franceză.
În 1924, această regiune intră în componența Lituaniei, ca district autonom, prin care astfel își asigura accesul la Marea Baltică.
Această mișcare insurecțională a reprezentat ultimul conflict armat dintre Lituania și Uniunea Sovietică înaintea celui de-al Doilea Război Mondial.
Al doilea parlament, ales în mai 1923, a fost ultimul Seimas care și-a exercitat mandatul întreg.
Acesta a continuat reforma funciară, a introdus sistemul de asistență socială și a relansat plata datoriei externe.
Se resimt progrese substanțiale și în învățământ: la Kaunas apar primele universități.
În 1923 se efectuează un recensământ național.

### Întărirea autorității statului

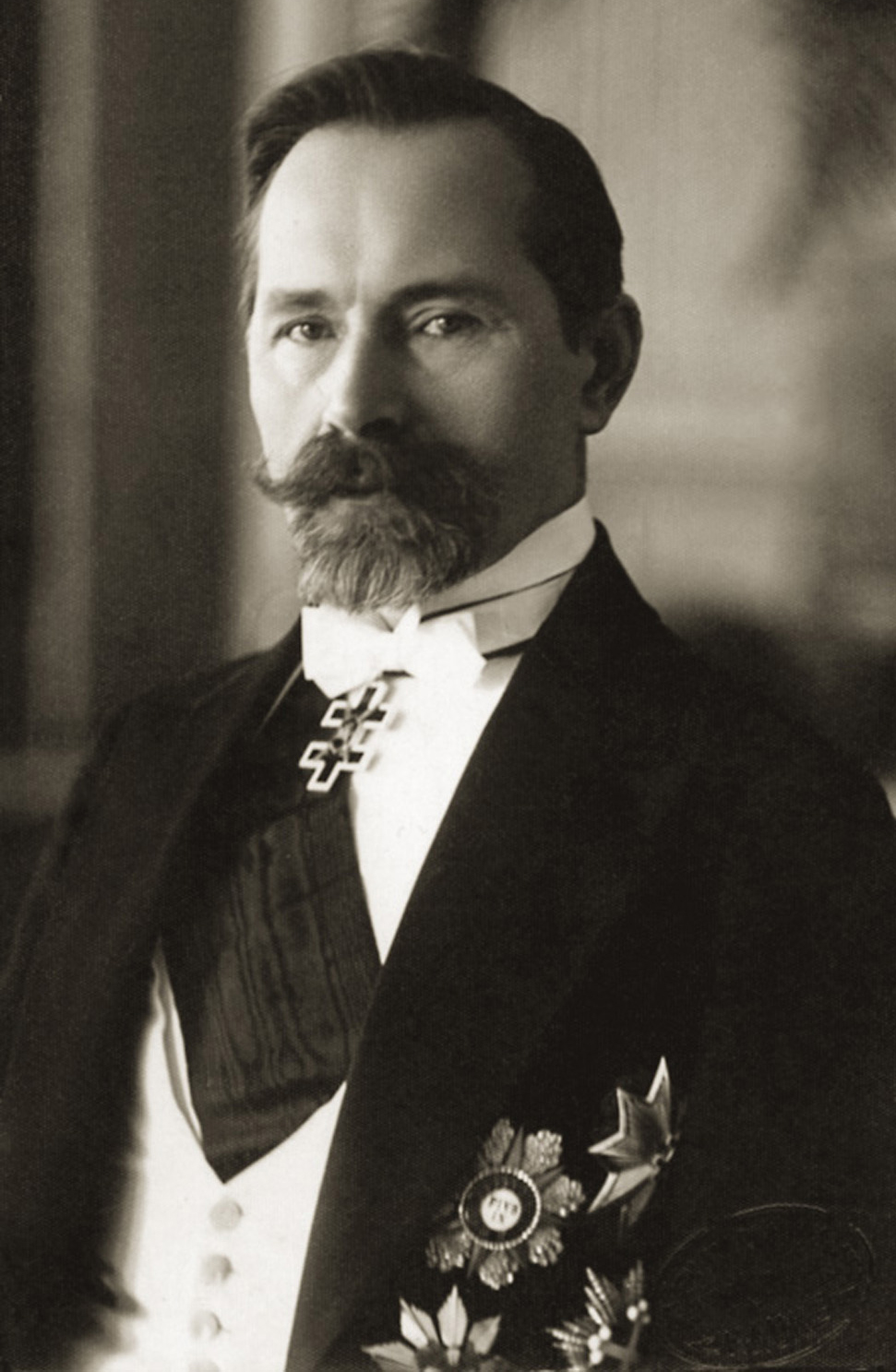
Antanas Smetona, singurul președinte al Lituaniei interbelice. Perioada 1918 - 1939 este cunoscută ca epoca lui Smetona

În mai 1926 este ales al treilea Seimas.
Acuzați de semnarea pactului de neagresiune sovieto-lituanian, care a condus la bolșevizarea țării, creștin-democrații pierd majoritatea și intră în opoziție.
Lovitura de stat din 17 decembrie 1926, condusă de Uniunea Naționaliștilor Lituanieni, duce la căderea guvernului.
Antanas Smetona devine președinte, iar Augustinas Voldemaras premier.
Smentona rămâne la putere până în 1940.
Parlamentul este diolvat în mai 1927.
Cu puțin timp înainte, social-democrații și celelalte partide de stânga au încercat fără succes să organizeze o mișcare insurecțională împotriva lui Smetona.
Același eșec îl resimte Voldemaras care, evoluând independent față de președinte, este nevoit să demisioneze.
Încearcă să revină la putere de trei ori în 1930 și o dată în 1934.
În mai 1928, Smetona, fără vreo autorizare parlamentară, proclamă a cincea constituție provizorie, care acorda puteri depline președintelui și partidului acestuia, Uniunea Națională Lituaniană.
Smetona își asumă titlu de "tautos vadas" (conducător al națiunii) și treptat începe să își clădească cultul personalității.
Când Partidul Nazist vine la putere în Republica de la Weimar, relațiile germano-ucrainiene se înrăutățesc mai ales datorită faptului că germanii nu acceptu pierderea regiunii Klaipėda.
De asemenea, naziștii finanțau organizațiile antinaționale din țară, astfel că în 1934 statul lituanian a judecat și condamnat peste 100 de persoane, acuzate de asemenea activități, printre aceștia numărându-se și lideri ca Ernst Neumann și Theodor von Sass.
Drept răspuns, Germania declară embargo produselor lituaniene.
Atunci Lituania își îndreaptă atenția către Marea Britanie, cu care avea să încheie relații comerciale mai intense.
Măsura nu a avut caracter popular și țăranii din regiunea Suvalkija organizează acțiuni de protest, ce au drept consecință scăderea prestigiului lui Smetona.
Acesta este nevoit să accepte, în septembrie 1936, alegeri legislative pentru un nou parlament, alegeri care nu au mai avut loc din 1926.
Însă alegerile nu au avut un caracter echitabil, toate partidele, cu excepția Uniunii Naționaliștilor, au fost supuse la acțiuni de intimidare.
Din acest motiv, 42 din cele 49 de locuri în Seimas au fost ocupate de acest partid.
În februarie 1938 se adoptă o nouă constituție care acordă noi prerogative puterii prezidențiale.
Prin anexarea Austriei de către naziști din martie 1938, situația europeană se tensionează.
În acceași lună, Polonia adresează un ultimatum Lituaniei cerând restabilirea relațiilor diplomatice întrerupte prin insurecția generalului Lucjan Żeligowski din 1920 și amenința cu acțiuni militare în caz de refuz.
Având puterea militară slăbită și lipsită de sprijin internațional, Lituania acceptă, astfel că relațiile dintre cele două state își reiau cursul normal, incluzând aici și transportul feroviar, relațiile poștale și alte mijloace de comunicație.
Un an mai târziu, Lituania primește un ultimatum din partea ministrului de externe nazist Joachim von Ribbentrop prin care se cerea cedarea regiunii Klaipėda Germaniei.
Din nou Lituania este nevoită să cedeze, astfel că la 22 martie 1939 portul Memel (Klaipėda) revine Germaniei, ceea ce declanșează o puternică criză politică, iar Smetona este obligat să formaze un nou guvern, care, pentru prima dată după 1926, includea și membrii ai opoziției.
Pierderea acestei regiuni reprezintă o substanțială pierdere economică și Lituania intră în sfera de influență a Germaniei, lucru consfințit prin Pactul Ribbentrop-Molotov din 23 august 1939, prin care Europa este divizată în sfere de influență.

## Al Doilea Război Mondial

### Ocupația sovietică

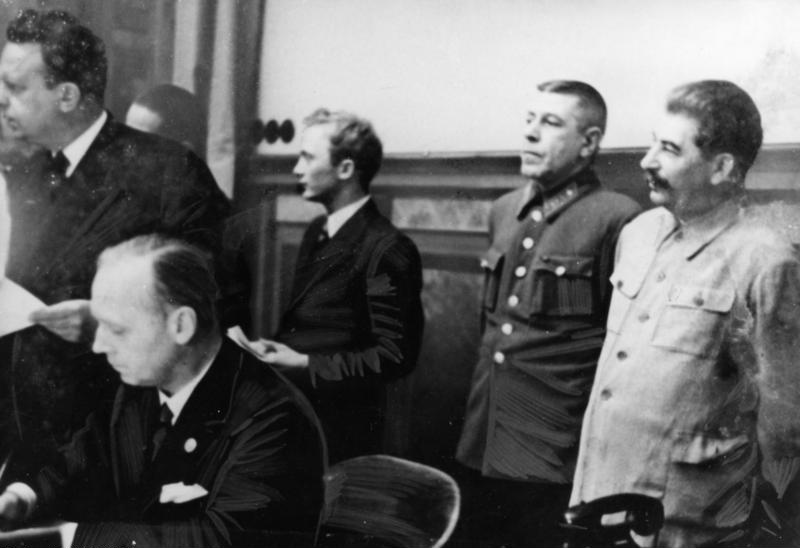
Stalin, Ribbentrop și alții semnând Tratatul de Prietenie, Cooperare și Demarcație sovieto-german din 28 septembrie 1939

Prin clauzele secrete al Pactului Molotov–Ribbentrop, se prevedea și împărțirea Mării Baltice, astfel că Lituania, inițial preluată de Germania, este transferată sub stăpânirea Uniunii Sovietice, lucru consfințit printr-un alt tratat de cooperare germano-sovietic din 28 septembrie 1939.
O dată cu invazia Poloniei din 1939, orașul Vilnius este ocupat de Armata Roșie.
La 10 octombrie în același an, se încheie între Uniunea Sovietică și Lituania un tratat de asistență mutuală, prin care o cincime din regiunea Vilnius este redată Lituaniei în schimbul staționării în țară a 20.000 de militari din trupele sovietice.
În 1940, se încheie Războiului de Iarnă, iar Germania avansează puternic amenințând mai multe țări din nordul și vestul Europei.
În acest context, Uniunea Sovietică exercită asupra Lituaniei presiuni ce culminează cu ultimatumul adresat acesteia pe 14 iunie 1940, prin care cerea formarea unui guvern pro-sovietic și ca un număr nespecificat de militari să fie cazarmați pe teritoriul țării.
Pe 15 iunie 1940, când 150.000 de soldați ruși invadează țara, Lituania își pierde independența.
Smetona părăsește țara ca în anul următor să emigreze în SUA.
Diplomatul sovietic Vladimir Dekanozov formează un guvern-marionetă în favoarea intereselor sovietice, denumit și Guvernul Popular al Lituaniei.
Justas Paleckis îl succedează pe Smetona la funcția supremă în stat.
Noua guvernare nu avea nicio autonomie, doar îndeplinea ordinele de la Moscova.
Al patrulea Seimas este dizolvat și au loc noi alegeri pe 14 - 15 iulie 1940.
Cum singurii candidați erau doar cei aprobați de comuniști, 90% din voturi au rezultat în favoarea acestora.
Noul Seimas decide chiar din prima sa ședință, care a avut loc pe 21 iulie, transformarea țării în Republica Sovietică Socialistă Lituaniană și unirea cu Uniunea Sovietică.
Hotărârea este aprobată și de către Sovietul Suprem pe 3 august și astfel ocupația sovietică este legiferată.
În perioada următoare, are loc sovietizarea intensă a Lituaniei.
Toată țara este naționalizată, iar pentru a câștiga simpatia micilor proprietari, acestora li se distribuie loturi de pământ rezultate din confiscarea marilor proprietăți.
Pentru pregătirea colectivizării de mai târziu, taxele sunt mărite pentru a slăbi puterea tuturor fermierilor.
Naționalizarea băncilor, a marilor întreprinderi provoacă o scădere a producției, productivității și a monedei naționale, litas, care este retrasă din  circulație în aprilie 1941 și este înlocuită de rublă.
Nivelul de trai se reduce drastic.
Toate organizațiile și asociațiile culturale, religioase și politice sunt interzise, cu excepția partidului comunist și a ramurii sale pentru tineret.
Un număr de circa 12.000 de persoane sunt arestate, acuzate ca fiind "dușmani ai poporului".
În perioada așa-numitei "Deportări din Iunie", circa 17.000 de persoane (în mare parte militari cu funcții înalte, polițiști, personalități politice și membrii familiilor acestora) sunt deportați în Gulag-ul din Siberia, unde foarte mulți și-au pierdut viața datorită condițiilor inumane de aici.

### Ocupația nazistă
Pe 22 iunie 1941, Germania nazistă invadează Uniunea Sovietică.
Întâmpinând doar o slabă rezistență, trupele germane avansează rapid și ocupă întreaga Rusie.
În retragerea acestora, trupele sovietice masacrează prizonierii politic lituanieni, una dintre cele mai celebre astfel de atrocități fiind "Masacrul de la Rainiai", când 70 - 80 de lideri politici lituanieni sunt uciși de către NKVD, cu sprijinul Armatei Roșii.
Din acest motiv, lituanienii, în marea majoritate, îi consideră pe germani ca eliberatori față de opresiunea sovietică și speră ca trupele germane vor aduce autonomia țării.
Când Germania nazistă atacă Uniunea Sovietică (22 iunie 1941), o parte a populației lituaniene, sub conducerea Frontului Activist Lituanian, se ridică împotriva regimului de ocupație sovietic și declară independența țării.
Această mișcare insurgentă s-a numit ulterior Insurecția din Iunie.
Pe 23 iunie se proclamă Guvernarea Provizorie a Lituaniei, care fusese constituită în secret încă de pe 24 aprilie și conținea membrii ai Frontului Activist.
Premier a fost desemnat Juozas Ambrazevičius.
Această guvernare a avut o viață scurtă, fiind dizolvată la 5 august, deoarece țara intrase sub controlul naziștilor.
Guvernul provizoriu își constituise forțe de ordine proprii, organizate sub forma unor batalioane denumite Tautinio Darbo Apsaugos Batalionas.
Membrii acesteia, în mare parte naționaliști și extremiști s-au dovedit a fi colaboratori ai Germaniei naziste și au fost folosiți pentru masacrarea evreilor în timpul Holocaustului.
O altă organizație de tristă amintire este Poliția de Securitate Lituaniană (Saugumo policija), activă în Vilnius.
Și aceasta a cooperat cu naziștii, sprijinindu-i în diverse acțiuni chiar și în afara țării: asigurarea căilor de comunicație, supravegherea prizonierilor, aprovizionarea trupelor.
La începutul anului 1943, germanii au încercat să formeze, din rândul populației locale o unitate Waffen-SS, cum similar procedase și în celelalte țări ocupate.
Întâmpinând opoziție, naziștii au trecut la represalii trimițând o serie de persoane importante la lagărul de concentrare de la Sztutowo.
Generalul Povilas Plechavičius, cunoscut încă din perioada Războaielor de Independență Lituaniene, formează Forța de Apărare Teritorială a Lituaniei, trupă militară compusă din voluntari și subordonată Gemaniei naziste.
Politica dură dusă de Germania a cauzat și o atitudine de rezistență din partea populației.
Astfel, pe 25 octombrie 1943 se înființează Comitetul Suprem pentru eliberarea Lituaniei, organizație care avea ca obiectiv eliberarea țării.
O altă formă de rezistență împotriva ocupației naziste au constituit-o trupele de partizani pro-sovietici.
La acestea făceau parte, în afară de lituanieni, și ruși, belaruși și evrei.
Aceste trupe erau active în special în partea de est a Lituaniei și militau pentru integrarea acesteia în Uniunea Sovietică.
Partizanii sovietici jefuiau localitățile, comițând o serie de atrocități, dintre care cea mai cunoscută este masacrul din Koniuchy (Kaniūkai)

### Holocaustul
Anterior perioadei holocaustului, în Lituania era un număr de evrei cuprins între 210.000 și 250.000.
Holocaustul lituanian cuprinde trei etape:
- iunie - decembrie 1941: execuții în masă
- 1942 - martie 1943: perioada ghetourilor
- aprilie 1943 - iulie 1944: lichidarea finală.

Se estimează la 80% ca fiind procentul evreilor uciși până în 1942.
Cei 43.000 rămași în viață au fost concentrați în ghetourile din Vilnius, Kaunas, Šiauliai, Švenčionys și obligați să lucreze în sprijinul industriei militare germane.
Pe 21 iunie 1943, liderul SS, Heinrich Himmler dispune lichidarea tuturor ghettourilor și trimiterea evreilor în lagăre de concentrare.
O altă parte din evrei a fost trimisă la Stutthof, Dachau și Auschwitz.
Din aceste lagăre au fost eliberați doar 2.000–3.000 de evrei lituanieni.
Alți evrei care au supraviețuit au fost cei care s-au refugiat în Rusia înainte de izbucnirea războiului sau au evadat din ghetouri și au intrat în trupele de partizani.
Rata genocidului evreiesc din Lituania a fost de 95–97%, una dintre cele mai mari din Europa.
Aceasta s-a datorat în primul rând colaborării strânse dintre lituanieni și autoritățile germane.
Evreii erau considerați ca fiind principalii responsabili pentru propagarea comunismului sovietic, vehiculându-se noțiunea de iudeo-bolșevism.
Au existat și acțiuni de rezistență față de ocupația germană, în decursul cărora numeroși lituanieni și-au riscat viața pentru a salva evrei.
Astfel, 723 de persoane au dobândit titlul de Drept între popoare pentru efortul depus în acest scop.

### Restabilirea dominației sovietice
Pe 14 septembrie 1944, Rusia lansează așa-numita ofensivă baltică.
Capitalele celor trei țări baltice intră sub controlul Armatei Roșii.
Pentru a evita înrolarea în cadrul acesteia, mulți localnici se retrag în locuri izolate formând trupe de partizani care vor juca un rol activ în rezistența anti-sovietică.
În anul următor, 1945, este ocupată și Klaipėda.
Cu sprijinul tacit al SUA și Marii Britanii, sovieticii transformă Lituania în Republica Sovietică Socialistă Lituaniană, denumire primită la 21 iulie 1940, lucru consfințit ulterior prin Conferința de la Ialta (4 – 11 februarie 1945) și Acordul de la Potsdam (17 iulie – 2 august 1945).

## Lituania Sovietică

### Stalinismul
În perioada 1941 - 1952 au loc sistematic deportări în masă ale populației din zonele baltice și au loc colonizări forțate în Uniunea Sovietică.
Din Lituania sunt strămutați peste 100.000 de localnici în Siberia și în alte regiuni.
Împotriva regimului sovietic s-au organizat grupări de partizani.
Ca mijloc de integrare în Uniunea Sovietică și în scopul dezvoltării industriei, este încurajată imigrația muncitorilor ruși.
Această perioadă este evocată prin sculpturile existente în parcul Grūtas de lângă Druskininkai.

### Renașterea sentimentului național
Până prin 1988, întreaga viață politică, economică și culturală era guvernată de Partidul Comunist Lituanian.
În comparație cu celelalate republici sovietice, sentimentul de ostilitate față de regimul comunist era mult mai intens în țările baltice.
În perioada reformistă a lui Gorbaciov, în 1988, se formează în Lituania Mișcarea pentru Reformă "Lietuvos persitvarkymo sąjūdis" (Sąjūdis).
Aceasta pledează pentru autonomia țării față de regimul sovietic,  pentru un regim conducător multipartinic și pentru revenirea la vechile simboluri naționale stema țării și imnul de stat.
În același an, 1988, Algirdas Brazauskas este ales prim secretar al comitetului central al Partidului Comunist.
Pe 23 august 1989, pentru a atrage atenția opiniei publice internaționale, numeroși lituanieni, letoni și estoni formează un uriaș lanț uman de 600 km, ce trece prin capitalele Tallinn, Riga și Vilnius.
În decembrie 1989, Partidul Comunist Lituanian își declară independența față de PCUS și ulterior își schimbă denumirea în Partidul Muncitoresc Democrat Lituanian.

## Lituania modernă

### Lupta pentru independență (1990 - 1991)
La începutul anului 1990, candidații susținuți de mișcarea reformistă Sąjūdis câștigă alegerile pentru Sovietul Suprem al Lituaniei, organ care proclamă, la 11 martie 1990, independența țării.
Astfel, Lituania este prima din țările sovietice care se declară independentă.
Vytautas Landsbergis este șeful statului, iar Kazimira Prunskienė premier.
Pe 15 martie, Uniunea Sovietică solicită revocarea independenței și adoptă sancțiuni economice și politice împotriva Lituaniei.
Se face apel la armată, care preia sub control clădirile importante ale capitalei.
În Vilnius, dar și în alte orașe, au loc așa-numitele "evenimente din ianuarie 1991", când au loc ciocniri violente între masele de protest și armată.
Au loc negocieri între Rusia și Lituania.
Reacția energică a țărilor Europei occidentale îl obligă pe președintele Gorbaciov să încheie un tratat la 31 ianuarie prin care este recunoscută independența Lituaniei.
La referendumul din 9 februarie 1991, peste 90% din cei care au participat la vot (și 76% din cei cu drept de vot) și-au exprimat susținerea pentru o Lituanie independentă.
În timpul tentativei de lovitură de stat din 1991 din Rusia, trupele sovietice pun stăpânire pe o serie de clădiri-sediu ale diverselor instituții guvernamentale din Vilnius și alte orașe mari.
După eșuarea acestei acțiuni, forțele militare se retrag.
Drept consecință, guvernul lituanian condamnă partidul comunist și dispune confiscarea proprietăților acestuia.
Lituania dobândește recunoaștere internațională ca stat și este admisă în rândul Națiunilor Unite.

### Formarea noului stat
Ca și în celelalte foste țări sovietice, odată cu înrăutățirea situației economice (creșterea șomajului, a inflației), popularitatea mișcării pentru independență Sąjūdis intră într-un proces de scădere.
Ca o consecință, la alegerile parlamentare din 1992, partidul comunist, redenumit Partidul Muncitoresc Democrat (Lietuvos demokratinė darbo partija sau LDDP), câștigă majoritatea voturilor.
Acest partid continuă politica de reconstrucție a unui stat democrat, ce trece de la o economie strict centralizată la o economie de piață.
Între 1993 și 1998, Brazauskas este primul președinte ales al Lituaniei.
La alegerile parlamentare următoare, din 1996, dreapta, în frunte cu Vytautas Landsbergis, iese din nou învingătoare.
Pentru realizarea tranziției la economia de piață, Lituania organizează o intensă campanie de privatizare a întreprinderilor cu capital de stat.
În august 1991, pentru combaterea inflației, în locul rublei, este introdusă moneda temporară talonas, doi ani mai târziu aceasta fiind înlocuită cu moneda tradițională litas.
Retragerea a trupelor sovietice din țară se încheie la 31 august 1993.
În octombrie 2002, Lituania este invitată să adere la Uniunea Europeană, iar o lună mai târziu la NATO.
Devine membră a ambelor organizații în 2004.